# Hugo de León
Hugo Eduardo de León Rodríguez (født 27. februar 1958 i Rivera, Uruguay) er en tidligere uruguayansk fodboldspiller (forsvarer) og -træner, der mellem 1979 og 1990 spillede 48 kampe for Uruguays landshold. Han spillede blandt andet alle landets fire kampe under VM i 1990 i Italien.
På klubplan spillede de León primært for Nacional i hjemlandet, som han vandt tre uruguayanske mesterskaber med. Han var også tilknyttet flere storklubber i Brasilien, samt hold i både Argentina og Spanien. Efter sit karrierestop var han i flere omgange desuden træner for Nacional.

## Klubber
- Nacional,
- Grêmio,
- Corinthians,
- Santos,
- Botafogo,
- CD Logroñés,
- Nacional,
- CA River Plate,
- Nacional,